# 선샤인 클리닝
선샤인 클리닝(Sunshine Cleaning)은 2008년에 개봉한 에이미 애덤스와 에밀리 블런트 주연의 미국의 코미디 드라마 영화이다. 크리스틴 제프가 감독을 맡고 메건 홀리가 각본을 맡은, 이 영화는 2008년 1월 19일에 선댄스 영화제에서 첫 시연회를 열었다. 오버추어 필름스가 배급권을 구입했고 2009년 3월 13일에 미국에서 제한적으로 상영을 하였다. 영화는 2009년 8월 25일에 DVD와 블루레이가 발매되었다.

## 줄거리
30대 싱글맘 로즈는 청소부로 일하며 불안정한 삶을 이어가고, 철없는 동생 노라는 잦은 해고를 당한다. 로즈의 아들 오스카는 학교에서 문제 행동을 일으키고, 로즈는 경제적인 어려움에 직면한다. 옛 남자친구이자 유부남인 경찰 맥의 조언으로 로즈는 범죄 현장 청소 사업에 뛰어들기로 결심하고, 동생 노라와 함께 '선샤인 클리닝'이라는 회사를 설립한다.
처음에는 미숙하고 허술하게 일을 처리했지만, 청소 용품 가게 주인 윈스턴의 도움으로 사업은 점점 자리를 잡아가고, 두 자매는 일에서 의미를 찾는다. 하지만 이 일은 어머니의 자살이라는 과거의 상처를 다시 떠올리게 한다. 로즈는 맥과의 불륜 관계를 정리하고, 노라는 청소했던 집의 딸 린과 가까워진다. 한편 아버지 조는 손자 오스카를 위해 새우 사업을 시작하지만, 허가 문제로 실패한다.
사업 확장을 기대하며 보험 회사의 의뢰를 받지만, 로즈의 고등학교 동창 모임과 겹치면서 노라에게 단독으로 청소를 맡긴다. 하지만 노라의 실수로 화재가 발생하고, 회사는 4만 달러의 빚을 지고 문을 닫는다. 로즈는 다시 청소부로 돌아가고, 노라는 린과의 관계도 틀어진다. 오스카의 생일 파티에서 노라는 로즈에게 사과하고, 가족들은 다시 화해한다.
시간이 흘러, 아버지는 집을 팔아 '로코스키 클리닝'이라는 새로운 청소 회사를 설립하고, 로즈에게 운영을 제안한다. 로즈는 아버지와 함께 일하게 되고, 노라는 자신을 찾기 위해 여행을 떠난다.

## 캐스팅
- 에이미 애덤스 - 로즈 로코스키
- 에밀리 블런트 - 노라 로코스키
- 앨런 아킨 - 조 로코스키
- 메리 린 라이스커브 - 린
- 에릭 크리스천 올슨 - 랜디
- 제이슨 스페박 - 오스카 로코스키
- 케빈 채프만 - 칼 스완슨
- 스티브 잔 - 맥
- 클리프턴 콜린스 주니어 - 윈스턴